# ドラゴンクエストXII 選ばれし運命の炎
『ドラゴンクエストXII 選ばれし運命の炎』（ドラゴンクエストトゥエルブ えらばれしうんめいのほのお）は、スクウェア・エニックスより発売予定のコンピュータRPGである。

## 概要
ドラゴンクエストシリーズのナンバリングタイトル第12作目。対応機種・プラットフォームは2025年2月時点で未定。
2021年5月27日に全世界同時配信された『5/27「ドラゴンクエスト」シリーズ35周年記念特番』で発表された。
同年9月30日、すぎやまこういちが死去し、続く2024年3月1日に鳥山明も死去した為、ドラゴンクエストシリーズとしては、本作の作曲がすぎやまの、美術が鳥山の生前最後の仕事となった。
堀井雄二はナンバリングタイトルでバトルシステムとして使用されていたコマンド戦闘を一新すると発表し、ストーリーはダークな感じになるとしている。